# Asetek
Asetek A/S är en internationellt ledande dansk tillverkare av vätskekylnings-teknologi för persondatorer, högpresterande datorer och SimSports-hårdvara med huvudkontor i Svenstrup nära Ålborg, Danmark. Företaget betraktas som en pionjär inom så kallad all-in-one-vätskekylning (AIO) och är känt för sina många patent och samarbeten med välkända tillverkare som HP, Acer, Alienware, ASUS, NZXT, Intel och AMD.

## Historia
Asetek grundades 1997 av André Sloth Eriksen och blev aktiebolag år 2000. Deras första produkt, VapoChill, använde kompressorkylning för att sänka CPU-temperaturer under fryspunkten och uppmärksammades internationellt av fackpressen.  
Från mitten av 2000-talet utvecklade Asetek slutna vätskekylningssystem (AIO) som etablerades som industristandard och installerades i miljontals OEM- och detaljhandelssystem.
Mellan 2007 och 2018 integrerades Aseteks teknik i en rad högprofilerade system, bland annat HP:s Blackbird-dator, Acers Predator-serie och Dell-Alienware-system. Även moderkorts- och GPU-tillverkare som ASUS, Intel, AMD och NZXT använde Aseteks lösningar.
År 2013 börsintroducerades Asetek på Oslobörsen. Företaget etablerade sig samtidigt på marknaden för högpresterande datorer: i november 2018 använde tretton system på TOP500-listan tekniken, däribland tre av de tjugo snabbaste superdatorerna i Taiwan och Japan.
År 2021 introducerades varumärket Asetek SimSports för professionell simracing-hårdvara. Produkter som pedalsetet Invicta fick positiva recensioner i internationella teknikmedier.

## Produkter och teknik
Aseteks produktportfölj omfattar:
- Slutna vätskekylare för gaming-PC, arbetsstationer och högpresterande datorer
- Direct-to-Chip-kylning för superdatorer
- Simracing-hårdvara såsom pedalset, wheelbases och rattar

AIO-tekniken integrerar pump, kylplatta och radiator i en kompakt enhet som anses vara underhållsfri, effektiv och etablerad världen över.

## Patent och rättsliga frågor
Asetek innehar flera internationella patent, bland annat det välkända patentet för integrering av pump i kylblocket.  
Företaget har vid flera tillfällen framgångsrikt drivit rättsprocesser mot konkurrenter för patentintrång, bland andra Cooler Master, Corsair och CoolIT Systems.
Den 12 oktober 2020 avslog dock USA:s Patent- och varumärkesmyndighet Aseteks invändning mot CoolIT:s 200-patent, vilket innebar att alla 21 patentkrav från CoolIT kvarstod.

## Utmärkelser och mässor
Asetek presenterar regelbundet ny teknik på internationella mässor som Computex i Taiwan.  
Företaget har flera gånger prisats för design och innovation inom PC-hårdvara.